# Fernando Carro Morillo
Fernando Carro Morillo (* 1. April 1992 in Madrid) ist ein spanischer Leichtathlet, der über 3000 Meter Hindernis und im Crosslauf an den Start geht. 2018 gewann er die Silbermedaille im Hindernislauf bei den Europameisterschaften in Berlin.

## Sportliche Laufbahn
Fernando Carro Morillo trat erstmals 2009 bei internationalen Meisterschaften an. Damals startete er bei den U18-Weltmeisterschaften in Brixen über 3000 Meter, bei denen er allerdings im Vorlauf ausschied. Bereits ein Jahr später stieg er auf den Hindernislauf um. Im Frühjahr 2010 startete er im U20-Rennen im Rahmen der Crosslauf-Weltmeisterschaften im polnischen Bydgoszcz, bei dem er allerdings nicht über Platz 81 hinaus kam. Ein Jahr verbesserte er sich im gleichen Rennen in seiner spanischen Heimat bei den Crosslauf-Weltmeisterschaften in Punta Umbria auf den 69. Platz. Im Hindernislauf belegte Carro bei den spanischen U20-Meisterschaften den zweiten Platz und qualifizierte sich zudem für die U20-Europameisterschaften in Tallinn. Bis zu den Meisterschaften lief er keinen Lauf über 3000 Meter Hindernis unter 9 Minuten. Im Finale der Meisterschaften gelang ihm die Verbesserung seiner Bestleistung auf 8:54,26 min, womit er als Vierter knapp am Podest vorbei schrammte. 2012 siegte er bei den spanischen U23-Meisterschaften über 10.000 Meter. Im Hindernislauf verbesserte er sich auf 8:35,51 min. 2013 startete er in der Altersklasse U23. In dieser wurde er nationaler Vizemeister und nahm im Juli an den U23-Europameisterschaften im finnischen Tampere teil. Dabei gelang ihm der Einzug in das Finale, in dem er als Siebter ins Ziel kam. Zwei Wochen später nahm er erstmals an den spanischen Meisterschaften der Erwachsenen teil. Neben der Saisonbestleistung von 8:40,74 min wurde er zudem Vierter. 2014 wurde Carro spanischer U23-Meister und gewann zudem bei den U23-Mittelmeerspielen in Aubagne.
2015 verbesserte sich Carro im Juli auf eine Zeit von 8:21,78 min und erfüllte damit auch die Norm für die Weltmeisterschaften in Peking. Im Vorlauf kam er nicht über eine Zeit von 8:38,05 min hinaus und schied damit als Siebter seines Vorlaufs aus. Insgesamt belegte er bei seiner ersten WM-Teilnahme den 14. Platz. Ein Jahr darauf nahm er in Vorbereitung auf die Olympischen Sommerspiele in Rio an den Europameisterschaften in Amsterdam teil. Als Dritter seines Vorlaufs zog er in das Finale ein, in dem er das Ziel als Neunter erreichte. Ende desselben Monats wurde er spanischer Vizemeister und trat anschließend in Rio an. Dabei blieb er im Vorlauf deutlich hinter seinen Vorleistungen aus dem Jahr zurück und belegte insgesamt den 40. Platz. Im Frühjahr 2017 trat er erneut bei den Crosslauf-Weltmeisterschaften, diesmal bei den Erwachsenen, an. Über die zehn Kilometer erreichte er nach 31:24 min als 61. das Ziel. Wie bereits in Peking konnte er auch bei den Weltmeisterschaften im August in London nicht über den Vorlauf hinaus kommen. 2018 konnte Carro bei einem Meeting in Rabat mit einer Zeit von 8:19,30 min erstmals seit 2015 seine Bestzeit wieder verbessern. Noch im selben Monat wurde er erstmals spanischer Meister im Hindernislauf. Im August trat er bei den Europameisterschaften in Berlin an. Nach dem souveränen Einzug in das Finale, konnte er darin mit der Zeit von 8:34,16 min die Silbermedaille gewinnen.
2019 verbesserte sich Carro bei den Crosslauf-Weltmeisterschaften in Aarhus zunächst auf den 41. Platz. Im September konnte er seinen nationalen Meistertitel erfolgreich verteidigen. Zuvor lief er bei einem Wettkampf in Monaco eine Zeit von 8:05,69 min und ist seitdem Inhaber des spanischen Nationalrekords im Hindernislauf. im Oktober trat er bei den Weltmeisterschaften in Doha zum dritten Mal in einer Weltmeisterschaftswettkampf an. Diesmal gelang ihm der Finaleinzug, in dem er sich, gegenüber dem Vorlauf, noch einmal auf 8:12,31 min und damit seine zweitschnellste Zeit 2019, verbesserte. Mit dieser Zeit belegte er den elften Platz im Ziel. Zum Jahresabschluss wurde er bei den Crosslauf-Europameisterschaften im Dezember in Lissabon Zwanzigster. 2021 nahm er in Tokio zum zweiten Mal an den Olympischen Sommerspielen teil, konnte seinen Vorlauf allerdings nicht beenden. In den letzten Jahren fokussierte er sich verstärkt auf längere Laufdistanzen und startete hauptsächlich in Crossläufen. Im Dezember 2023 trat er bei den Crosslauf-Europameisterschaften in Belgien an. Dort belegte er den 26. Platz. 2024 startete er im Frühjahr bei den Crosslauf-Weltmeisterschaften in Belgrad. Dort kam er auf den 34. Platz.

## Wichtige Wettbewerbe
| Jahr                | Veranstaltung                   | Ort                 | Platz               | Disziplin           | Zeit                |
| Startet für Spanien | Startet für Spanien             | Startet für Spanien | Startet für Spanien | Startet für Spanien | Startet für Spanien |
| ------------------- | ------------------------------- | ------------------- | ------------------- | ------------------- | ------------------- |
| 2009                | U18-Weltmeisterschaften         | Brixen              | 20.                 | 3000 m              | 8:37,77 min         |
| 2011                | U20-Europameisterschaften       | Tallinn             | 4.                  | 3000 m Hindernis    | 8:54,26 min         |
| 2013                | U23-Europameisterschaften       | Tampere             | 7.                  | 3000 m Hindernis    | 8:45,62 min         |
| 2015                | Weltmeisterschaften             | Peking              | 14.                 | 3000 m Hindernis    | 8:38,05 min         |
| 2016                | Europameisterschaften           | Amsterdam           | 9.                  | 3000 m Hindernis    | 8:40,73 min         |
| 2016                | Olympische Sommerspiele         | Rio de Janeiro      | 40.                 | 3000 m Hindernis    | 8:53,17 min         |
| 2017                | Weltmeisterschaften             | London              | 33.                 | 3000 m Hindernis    | 8:38,42 min         |
| 2018                | Mittelmeerspiele                | Tarragona           | 5.                  | 5000 m              | 13:57,26 min        |
| 2018                | Europameisterschaften           | Berlin              | 2.                  | 3000 m Hindernis    | 8:34,16 min         |
| 2019                | Weltmeisterschaften             | Doha                | 11.                 | 3000 m Hindernis    | 8:12,31 min         |
| 2021                | Olympische Sommerspiele         | Tokio               |                     | 3000 m Hindernis    | DNF (Vorlauf)       |
| 2023                | Crosslauf-Europameisterschaften | Brüssel             | 26.                 | Einzel              | 31:04 min           |
| 2024                | Crosslauf-Weltmeisterschaften   | Belgrad             | 34.                 | Einzel              | 29:51 min           |

## Persönliche Bestleistungen
Freiluft
- 3000 m Hindernis: 8:05,69 min, 12. Juli 2019, Monaco, (spanischer Rekord)
- 3000 m: 7:41,20 min, 13. Juli 2021, London
- 5000 m: 13:26,54 min, 18. Mai 2023, Nerja
- 10.000 m: 28:20,04 min, 2. März 2024, Gavà

Halle
- 3000 m: 7:48,96 min, 22. Februar 2023, Madrid

Straße
- 10-km-Lauf: 28:18 min, 11. März 2023, Laredo
- Halbmarathon: 1:04:09 h, 2. Oktober 2022, San Sebastián